# Tasmanophlebi lacuscoerulei
Tasmanophlebi lacuscoerulei (лат.) — вымирающий вид подёнок из семейства Oniscigastridae, эндемик каровых озёр горы Косцюшко на юго-востоке Австралии.

## Распространение
Эндемики Нового Южного Уэльса. Ареал около 80 квадратных километров на территории национального парка Косцюшко. Обитают в Голубом Озере (Blue Lake) и втекающем в него ручье, и, возможно, в двух других. Живут в альпийском климате местных гор.

## Охранный статус
МСОП присвоил таксону охранный статус «Вымирающие виды» (EN) (до 1996 года его относили к «Уязвимым видам» (VU), но затем посчитали, что изменениями климата создают дополнительную угрозу).